# Philípphê Tông đồ
Philípphê Tông đồ (tiếng Hy Lạp: Φίλιππος, tiếng Aram Đế quốc: ܦܝܠܝܦܘܣ, tiếng Copt: ⲫⲓⲗⲓⲡⲡⲟⲥ, đã Latinh hoá: Philippos) là một trong mười hai tông đồ của Chúa Giêsu. Truyền thống Kitô giáo cho rằng ông đã thuyết giảng tại Hy Lạp, Syria, và Tiểu Á.
Theo Nghi thức Rôma, ngày lễ kính thánh Phaolô và thánh Giacôbê Hậu theo truyền thống cổ xưa là ngày 1 tháng 5, ngày cung hiến nhà thờ dành cho các thánh tông đồ tại Rôma (nay là nhà thờ Santi Apostoli). Trong một cuộc cải cách lịch ngắn vào năm 1960, ngày lễ kính của ông được chuyển sang ngày 11 tháng 5, tuy vậy ngày lễ kính của ông được ấn định chính thức kể từ năm 1969 là ngày 3 tháng 5. Giáo hội Chính thống giáo Đông phương mừng kính thánh Philípphê vào ngày 14 tháng 11.

## Theo Tân Ước
Ba sách Tin Mừng Nhất Lãm coi Philípphê là một trong số 12 môn đệ của Chúa Giêsu. Tin Mừng theo thánh Gioan kể lại về việc ông Philípphê được Đức Giêsu kêu gọi làm môn đệ của mình. Theo sách này, ông là một người đến từ thành phố Bethsaida, và ông được kết nối với hai môn đệ khác là Anrê và Phêrô cũng là người Bethsaida. Ông từng là môn đệ của Gioan Tẩy Giả trước khi được Gioan tiết lộ rằng Đức Giêsu chính là Chiên Thiên Chúa. Philípphê là người đầu tiên giới thiệu Nathanaen (đôi khi được đồng nhất với Batôlômêô Tông đồ) đến với Chúa Giêsu. Theo linh mục Alban Butler, Philípphê là một trong những người từng dự tiệc cưới ở Cana.
Trong bốn sách Tin Mừng, hình tượng Philípphê nổi bật nhất trong sách Tin Mừng theo thánh Gioan. Đức Giêsu từng thử ông Philípphê (Ga 6:6) bằng cách hỏi ý kiến ông xem nên cho 5.000 người đàn ông ăn no bằng cách nào. Về sau Philípphê trở thành một mối liên kết với cộng đồng người Hy Lạp. Ông được đặt cho một cái tên tiếng Hy Lạp, nói được tiếng Hy Lạp, và có thể đã được những người Hy Lạp hành hương tới Giêrusalem biết đến. Ông từng báo cho Anrê rằng một số người Hy Lạp muốn được gặp mặt Đức Giêsu, và họ đã cùng nhau kể cho Đức Giêsu về chuyện này (Ga 12:21). Trong Bữa Tiệc Ly, ông đã xin Đức Giêsu "chỉ cho chúng con thấy Cha", và nhờ đó Đức Giêsu đã có cơ hội để giảng cho các môn đệ về tính thống nhất của Đức Chúa Cha và Đức Chúa Con.

### Phân biệt với Philípphê Phó tế
Ta không nên lẫn lộn giữa Philípphê Tông đồ và một người khác tên là Philípphê Phó tế, người được phân công giám sát việc phân phát lương thực cùng với Têphanô và 5 người khác (Cv 6:5).

## Theo một số ngụy kinh

### Bản văn Nag Ḥammadi
Trong thư viện Nag Hammadi, được phát hiện vào năm 1945, có một cuốn codex thuộc Ngộ giáo với tựa đề chứa tên của thánh Philipphe, tại dòng cuối cùng.

## Tiểu sử
ÔNG PHILIPPHE LÀ NGƯỜI BETHSAIDA CÙNG QUÊ VỚI CÁC ÔNG ANRE VÀ PHERO Ga 1 44
HÔM SAU ĐỨC GIESU QUYẾT ĐỊNH ĐI TỚI MIỀN GALILE NGƯỜI GẶP ÔNG PHILIPPHE VÀ NÓI ANH HÃY THEO TÔI Ga 1 43
Cung giọng của tiếng gọi này kiên quyết, thậm chí uy nghi đến ngạc nhiên
Với tất cả những người được Chúa gọi thì Philipphe là người đầu tiên được truyền lệnh rất rõ ràng HÃY THEO TÔI
Ngay cả Anre và Ga cũng không được gọi như thế, họ được mời
Đường lối của Thiên Chúa không phải là đường lối của con người, Chúa vẫn biết đặc điểm, tính cách và xu hướng của mỗi môn đệ Người
Người lưu ý đến mỗi cá nhân họ 1 cách khôn ngoan và thân ái
PHILIPPHE GẶP ÔNG NATHANAEN VÀ NÓI ĐẤNG MÀ SÁCH LUẬT MOSE VÀ CÁC NGÔN SỨ NÓI TỚI CHÚNG TÔI ĐÃ GẶP ĐÓ LÀ ĐỨC KITO CON ÔNG GIUSE NGƯỜI NADAZET Ga 1 45
Ông nói như 1 con người thực tế 1 người kinh nghiệm thực hành và hiểu biết cá nhân, Philipphe trả lời Nathanael CỨ ĐẾN MÀ XEM Ga 1 46
Ngước mắt lên, Đức Giêsu nhìn thấy đông đảo dân chúng đến với mình. Người hỏi ông Phi-líp-phê: “Ta mua đâu ra bánh cho họ ăn đây?” Người nói thế là để thử ông, chứ Người đã biết mình sắp làm gì rồi Ga 6 5-6
Trong số những người lên Giê-ru-sa-lem thờ phượng Thiên Chúa, có mấy người Hy-lạp.Họ đến gặp ông Phi-líp-phê, người Bết-xai-đa, miền Ga-li-lê, và xin rằng: “Thưa ông, chúng tôi muốn được gặp ông Giêsu.” Ông Phi-líp-phê đi nói với ông An-rê. Ông An-rê cùng với ông Phi-líp-phê đến thưa với Đức Giêsu
Ga 12 20-22
Ông Phi-líp-phê nói: “Thưa Thầy, xin tỏ cho chúng con thấy Chúa Cha, như thế là chúng con mãn nguyện.”Đức Giêsu trả lời: “Thầy ở với anh em bấy lâu, thế mà anh Phi-líp-phê, anh chưa biết Thầy ư? Ga 14 8-9
Sự hiện diện hữu hình của Chúa Giesu trên trái đất là 1 minh thị về Chúa Cha
Chúa Giesu là phản ánh huy hoàng và là biểu lộ vinh quang của Chúa cha
Chúa Cha, Chúa Con và Chúa Thánh Thần không khác nhau trong bản thể, các Đấng chiếm hữu nhau và đồng Bản Thể
Do đó các Đấng ở với nhau và trong nhau, Chúa Cha ở trong Chúa Con và Chúa Con ở trong Chúa Cha
Ba Ngôi Thiên Chúa trong 1 Bản Thể, không Ngôi nào hiện hữu ở ngoài Ngôi khác vì Thiên Chúa là một
Dù vậy sự đồng hiện hữu này của Ba Ngôi Thiên Chúa không phải là trạng thái cố định, bất động nhưng là 1 sự tuần hoàn hân hoan 1 sự đi tới mãi mãi và 1 sự trở lại đời đời với nguồn nguyên thủy
Scheeben giải thích rằng mỗi Ngôi trong Ba Ngôi Thiên Chúa, trong bản thể của mình, là 1 điểm trung tâm, 1 điểm hội tụ mà Hai Ngôi khác chiếm hữu và trong Ba Ngôi kết hợp với nhau nên một và bất khả phân ly
Theo sách Kinh Nhật Tụng Roma, Tông Đồ Philipphe đã hoạt động ở Scythia và Phrygia điều này được hỗ trợ bởi 1 truyền thống rất lâu đời
Scythia trên bờ phía bắc Biển Đen, ngày nay là miền nam Ukraina được cho là địa bàn hoạt động của vị Tông Đồ này suốt 20 năm
Phrygia miền đất thứ 2 được vị Tông Đồ này đến thăm viếng ngày nay là trung tâm của Thổ Nhĩ Kỳ
Clemente thành Alexandria khẳng định Philipphe đã chết cách tự nhiên
Tuy vậy nhiều người cho rằng ông đã chịu tử đạo, theo đó Philipphe đã được thuật lại là bị đóng đinh ở Hierapolis ở tuổi 87 thời hoàng đế Domitian